# Гуськов Олександр Володимирович
Олекса́ндр Володи́мирович Гусько́в (нар. 22 січня 1994, Знам'янка, Кіровоградська область, Україна) — український футболіст, півзахисник.

## Біографія
Олександр Гуськов народився 22 січня 1994 року. Вихованець футбольної школи «Аметист» (Олександрія), за яку виступав у чемпіонаті України (ДЮФЛ), а згодом перейшов в основну команду «Аметиста», яка на той час вже вважалася фарм-клубом ПФК «Олександрії». У складі «Аметиста виступав у чемпіонаті Кіровоградської області (11 матчів, 10 голів). 
У 2011 році був залучений до складу дублерів (U-19) «Олександрії». У 2014 році потрапив до основної команди, де виступав під керівництвом Володимира Шарана. Свій перший матч в першій лізі провів проти ПФК «Суми». У тому ж матчі Олександр відзначився голом з пенальті. Свій гол присвятив своїй дружині і сину. Позавершенню сезона «олександрійці» здобули путівку в Прем'єр-лігу, а Олександр записав до свого активу 7 матчів у чемпіонаті та 2 матчя провів у кубку України.
З виходом команди до Прем'єр-ліги Гуськов потрапив у молодіжний склад команди, який виступав у молодіжній першості України. Після завершення сезону співпраця Олександра із рідною командою закінчилась.
У липні 2016 року став гравцем «Полтави», але вже у грудні того ж року залишив команду. У складі якої зіграв 12 матчів та двічі відзначився забитими голами, перший забив у ворота «Буковини» в матчі кубка України, а другий забив в чемпіонаті у ворота «Нафтовика». 
1 березня 2017 року підписав контракт з «Буковиною». У червні того ж року за обопільною згодою сторін припинив співпрацю із чернівецькою командою та приєднався до складу київської «Оболоні-Бровар». По завершенню 2017/18 сезону продовжив контракт із київський клуб і ще на 2-роки. На початку вересня 2020 року став гравцем клубу: «Кривбас» (Кривий Ріг), а вже наступного сезону був гравцем клубу: «Лівий берег» (Київ).
Перед стартом 2022/23 сезону підписав контракт з друголіговою командою «Чайка» (Петропавлівська Борщагівка).

## Досягнення
- Переможець Першої ліги України (1): 2014/15
- Бронзовий призер Другої ліги України (2): 2020/21, 2022/23
- «Срібний призер Другої ліги України (1): 2021/22 (1-а ч. с.)»

## Статистика
Станом на 1 липня 2024 року
| Клуб           | Ліга         | Сезон   | Чемпіонат | Чемпіонат | Кубок | Кубок | Дубль | Дубль |
| Клуб           | Ліга         | Сезон   | Ігри      | Голи      | Ігри  | Голи  | Ігри  | Голи  |
| -------------- | ------------ | ------- | --------- | --------- | ----- | ----- | ----- | ----- |
| Олександрія    | Прем'єр-ліга | 2011/12 |           |           |       |       | 16    | 1     |
| Олександрія    | Перша ліга   | 2014/15 | 7         | 1         | 2     | 0     |       |       |
| Олександрія    | Прем'єр-ліга | 2015/16 |           |           |       |       | 23    | 2     |
| Полтава        | Перша ліга   | 2016/17 | 10        | 1         | 2     | 1     |       |       |
| Буковина       | Перша ліга   | 2016/17 | 15        | 2         |       |       |       |       |
| Оболонь-Бровар | Перша ліга   | 2017/18 | 31        | 2         | 1     | 0     |       |       |
| Оболонь-Бровар | Перша ліга   | 2018/19 | 26        | 0         |       |       |       |       |
| Оболонь-Бровар | Перша ліга   | 2019/20 | 27        | 1         |       |       |       |       |
| Кривбас        | Друга ліга   | 2020/21 | 11        | 0         | 1     | 0     |       |       |
| Лівий берег    | Друга ліга   | 2021/22 | 11        | 2         |       |       |       |       |
| Чайка          | Друга ліга   | 2022/23 | 17        | 4         |       |       |       |       |
| Чайка          | Друга ліга   | 2023/24 | 24        | 4         |       |       |       |       |

| Турніри                      | Матчі | Кількість забитих м'ячів |
| ---------------------------- | ----- | ------------------------ |
| Перша ліга України           | 116   | 7                        |
| Кубок України                | 6     | 1                        |
| Друга ліга України           | 63    | 10                       |
| Молодіжний чемпіонат України | 39    | 3                        |
| Всього за кар'єру            | 224   | 21                       |